# Astyris verrilli
Astyris verrilli is een slakkensoort uit de familie van de Columbellidae. De wetenschappelijke naam van de soort is voor het eerst geldig gepubliceerd in 1881 door Dall.